# Mount Marquis
Mount Marquis är ett berg i Antarktis. Det ligger i Västantarktis. Argentina, Chile och Storbritannien gör anspråk på området. Toppen på Mount Marquis är 1 687 meter över havet.
Terrängen runt Mount Marquis är platt åt nordväst, men åt sydost är den kuperad. Trakten är obefolkad. Det finns inga samhällen i närheten.